# Louis Roumieux
Pour les articles homonymes, voir Roumieux.

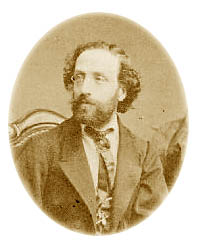
Louis Roumieux

Louis Roumieux, né à Nîmes le 28 mars 1829 et mort à Marseille le 14 juin 1894, est un écrivain et poète français.
Félibre, il est l'auteur de poèmes en langue provençale.

## Biographie
Il était marié à Delphine Ribière, avec qui il eut deux filles (Mirèio et Naïs) et deux garçons (Léon et Joannem), et à qui Paul Arène dédia une chanson d'amour en 1871.
Louis Roumieux est un poète comique, un des rares à réussir à percer dans la culture provençale. Proche de Frédéric Mistral, il participe activement au mouvement de renaissance autour du Félibrige : il est élu majoral en 1876, puis maître en gai savoir en 1883. Il devient aussi le premier chancelier en 1876.
Il est inhumé au cimetière Saint-Baudile de Nîmes.